# Puccinia gentianae
Puccinia gentianae är en svampart som först beskrevs av F. Strauss, och fick sitt nu gällande namn av Heinrich Friedrich Link 1824. Puccinia gentianae ingår i släktet Puccinia och familjen Pucciniaceae.   Inga underarter finns listade i Catalogue of Life.